# Emil Zuckerkandl
Emil Zuckerkandl (1 de septiembre de 1849 en Györ, Hungría - 28 de mayo de 1910 en Viena) fue un anatomista austrohúngaro; hermano del urólogo Otto Zuckerkandl (1861-1921).

## Biografía
Fue educado en la Universidad de Viena (MD, 1874) y fue un alumno admirador de Josef Hyrtl, y asistente anatómico de Karl von Rokitansky (1804 -1878) y Karl Langer (1819-1887). En 1875 se convirtió en profesor titular de anatomía en la Universidad de Utrecht, y fue nombrado profesor asistente en la Universidad de Viena en 1879, llegando a ser profesor en Graz en 1882. A partir de 1888, fue profesor de anatomía descriptiva y topográfica en la Universidad de Viena.
Realizó investigaciones en casi todos los campos de la morfología, haciendo contribuciones a la anatomía normal y patológica de la cavidad nasal, la anatomía del esqueleto facial, los vasos sanguíneos, el cerebro, el sistema cromafín, et al.
Se casó en 1886 con la escritora austríaca, periodista y crítica Berta Szeps y tuvieron un hijo, Fritz en 1895. La casa de la pareja fue un lugar de encuentro para las vanguardias en las artes y la ciencia; entre sus invitados se incluían el escultor Auguste Rodin (1840-1917), el pintor Gustav Klimt (1862-1918), el arquitecto Otto Wagner (1841-1918), el escritor Hermann Bahr (1863-1934), el dramaturgo Arthur Schnitzler(1862-1931) y el compositor Gustav Mahler (1860-1911).

## Escritos
Zuckerkandl contribuyó con muchas monografías en revistas médicas, entre ellas:
- "Zur Morphologie des Gesichtschädels" (Stuttgart, 1877)
- "Über eine del Bisher noch nicht Beschriebene Drüse der Regio Suprahyoidea" (ib. 1879)
- "Über das Riechcentrum" (ib. 1887)
- "Normale und pathologische Anatomie der Nasenhöhle und Ihrer Pneumatischen Anhänge" (Viena, 1892).
- "Atlas der topographischen Anatomie", cinco volúmenes. Viena y Leipzig, desde 1900 hasta 1.904.
- "Atlas der descriptiven anatomie des Menschen", Viena, Leipzig, W. Braumüller, 1902. Publicado inicialmente por Carl Heitzmann (1836-1896) en 1870 como Die descriptiva und topographische Anatomie des Menschen.
- "Atlas und der Grundriss chirurgischen Operationslehre" quinta edición, Munich, 1915. XIX + 556 páginas.[4]

## Epónimos
- Cuerpos de Zuckerkandl (1901)
- Órgano de Zuckerkandl
- Convolución de Zuckerkandl
- Dehiscencia de Zuckerkandl
- Fascia de Zuckerkandl (1883)
- Tubérculo de Zuckerkandl (1902)
- Membrana suprapleural de Zuckerkandl y Sebileau
- Vena de Zuckerkandl

## Premios
- 1898: Nombramiento como miembro de pleno derecho de la Academia de Ciencias de Austria.
- 1914: Inauguración de un monumento en el Instituto Anatómico (28 de mayo).
- 1924: Inauguración de una estatua de Anton Hanak en el patio porticado de la Universidad de Viena.
- 1925: Designación de Zuckerkandlgasse en Viena-Pötzleinsdorf (1925-1.938 y desde 1947 en adelante) [5].